# Apahiunq
Apahiunq (Nig) fou un districte de la província armènia d'Airarat, a la zona propera al Llac Sevan, feu de la família Apahuní.
Limitava al nord amb el Gugarq; a l'est amb el Varaznuniq; a l'oest amb el Shirak; i al sud amb l'Aragadzotn. Els formaven les valls dels rius Bambak i Kasagh.